# Seno pericárdico
La capa parietal del pericardio seroso se continúa con la capa visceral del pericardio seroso en torno a la raíz de los grandes vasos. Estas reflexiones del pericardio seroso se producen en dos zonas: 
- Una superior, que rodea a las arterias, la aorta y el tronco pulmonar.
- Una posterior, que rodea a las venas, la vena cava superior y las venas pulmonares.
La zona de reflexión que rodea a las venas tiene forma de "J" y el fondo de saco que se forma en el interior de ésta, posterior a la aurícula izquierda, es el seno pericárdico oblicuo.Una comunicación entre las dos zonas de reflexión del pericardio seroso es el seno pericárdico transverso. Este seno se localiza posterior a la aorta ascendente y el tronco pulmonar, anterior a la vena cava superior y superior a la aurícula izquierda.
- Datos: Q7168384